# Vermandovillers
Vermandovillers är en kommun i departementet Somme i regionen Hauts-de-France i norra Frankrike. Kommunen ligger i kantonen Chaulnes som tillhör arrondissementet Péronne. År 2022 hade Vermandovillers 150 invånare.

## Befolkningsutveckling
Antalet invånare i kommunen Vermandovillers
| Referens: INSEE |